# Hôtel de ville de Séville
L'hôtel de ville de Séville, en Espagne, est le siège du conseil municipal de la capitale andalouse. Il se trouve à l'extrémité sud du quartier d'Alfalfa, dans le district Casco Antiguo. Il s'ouvre à l'ouest sur la plaza Nueva et est flanqué à l'est de la place de San Francisco.
En 1526, à la suite du mariage, célébré à Séville, du roi Charles Quint et de sa cousine Isabelle de Portugal, la ville voulut construire un édifice représentatif du pouvoir et de l'importance de la ville qui abriterait l'ayuntamiento, le gouvernement local. Les plans de l'édifice furent dessinés par l'architecte Diego de Riaño, qui dirigea sa construction entre 1527 et 1534, l'année où il mourut. Il fut remplacé par Juan Sánchez qui termina des travaux en 1540. Diego de Riaño est notamment le concepteur de la partie méridionale de la façade est, qui donne actuellement sur la place de San Francisco, dont l'extrémité sud était, à l'époque, occupée par le couvent de San Francisco. Ce pan de façade, de style plateresque, est décoré d'écussons et de bas-reliefs symbolisant des concepts comme la Justice ou l'Harmonie ou représentant des personnages historiques et mythiques emblématiques de la fondation et du pouvoir de la ville, comme Hercule, Jules César ou Charles Quint. L'arche qui reliait l'hôtel de ville et le couvent fut réalisée par Juan Sánchez,,.
La première réunion du conseil municipal s'y tint en 1556.
Au XIXe siècle, à la suite de la destruction du couvent de San Francisco, l'hôtel de ville fut rénové par Demetrio de los Ríos et Balbino Marrón, qui dessinèrent une nouvelle façade ouest, du côté de la plaza Nueva, de style néoclassique, terminée en 1867.

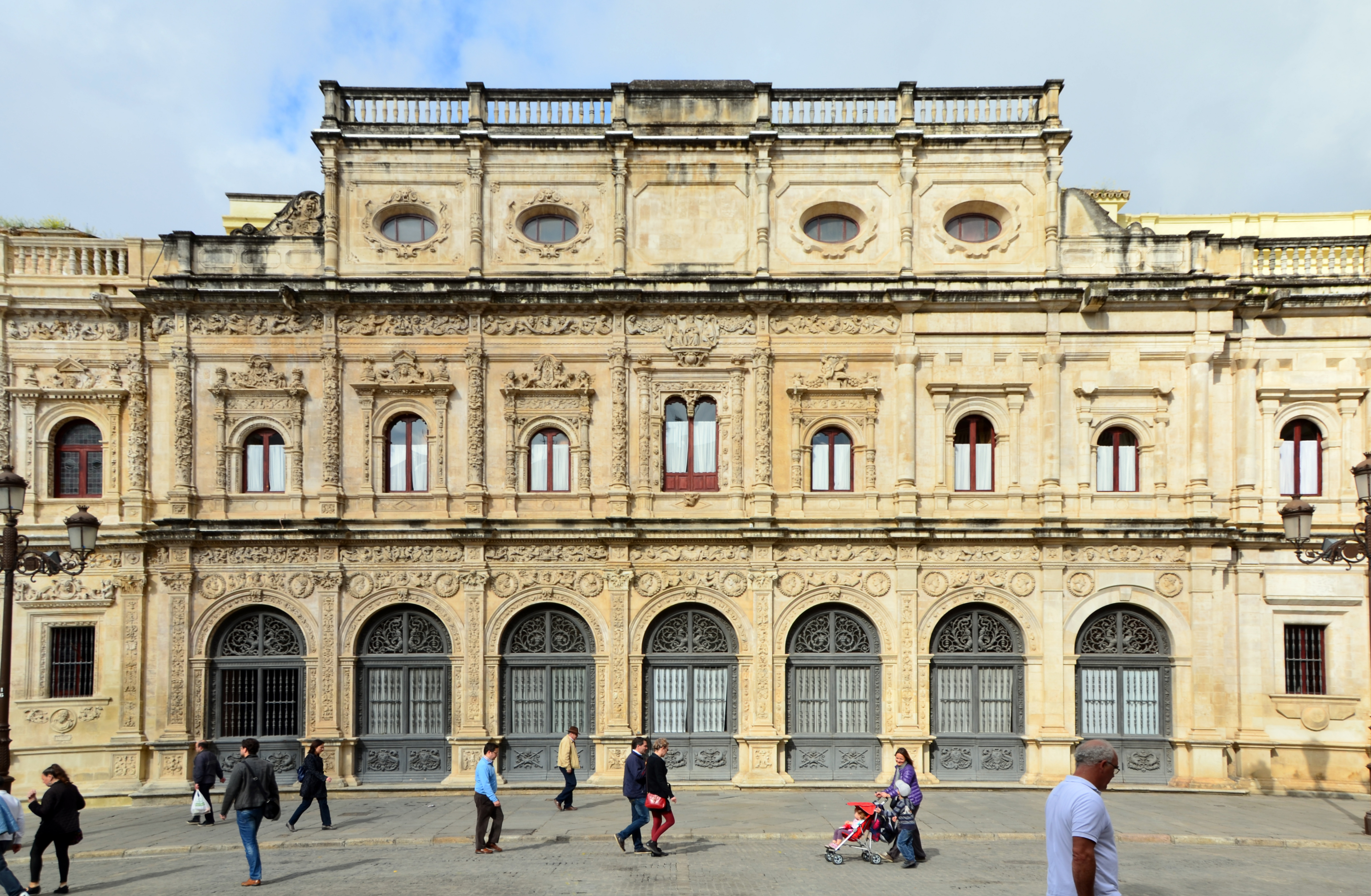
Vue de la façade est de l'hôtel de ville de Séville, qui montre la différence entre le style plateresque de la moitié sud et le style plus dépouillé de la moitié nord.
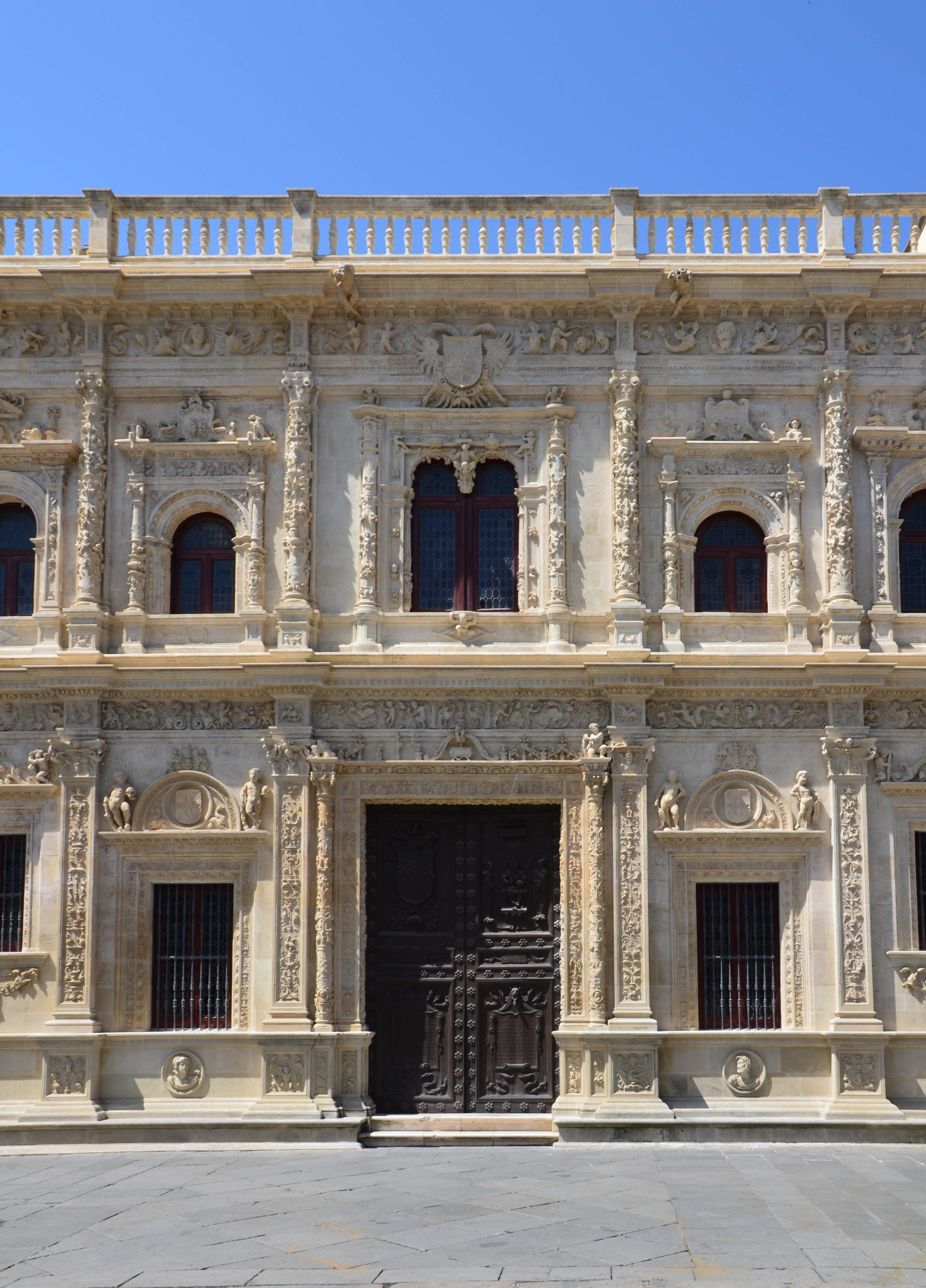
Vue de la façade est de l'hôtel de ville.
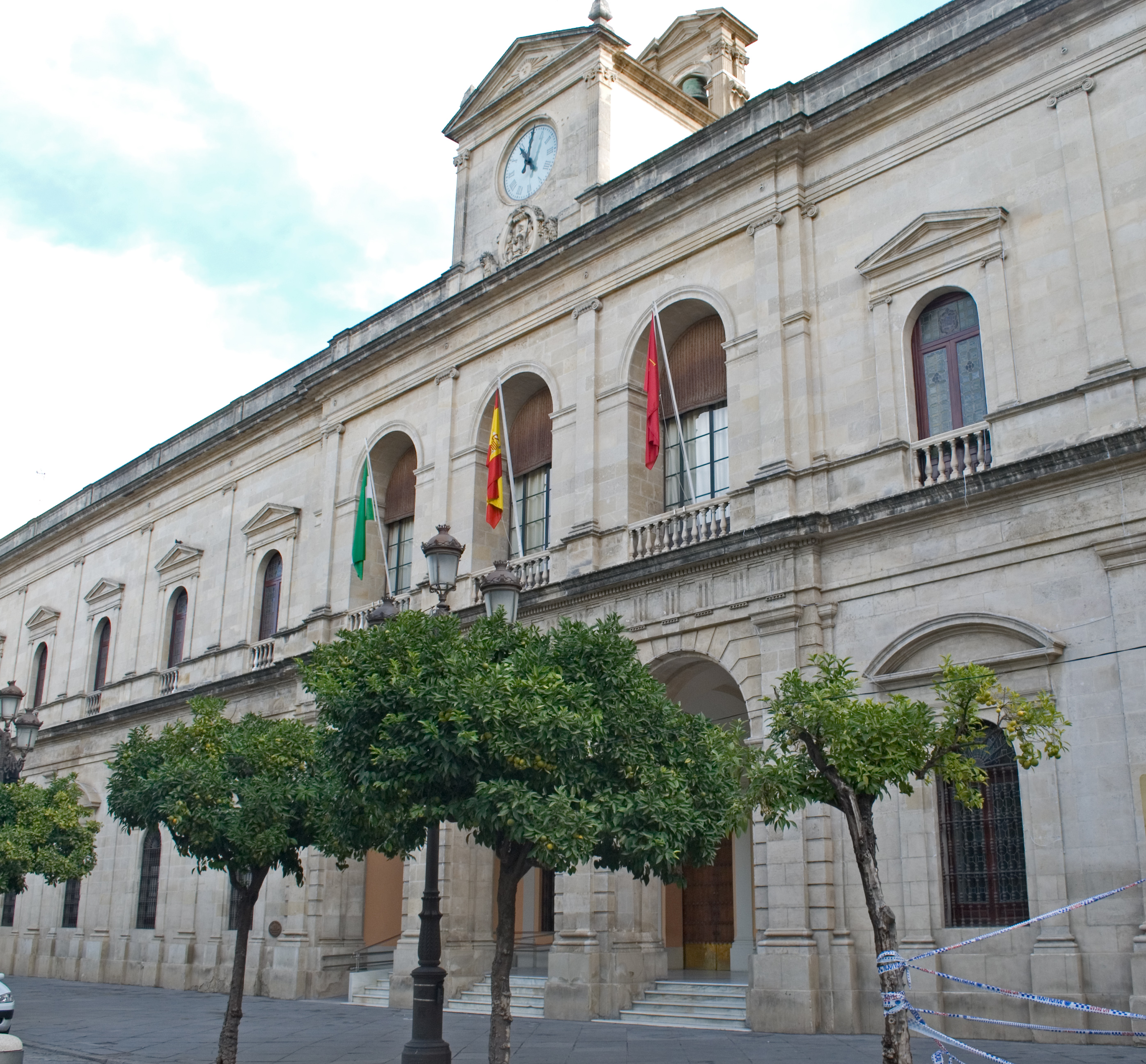
Façade principale de l'hôtel de ville de Séville depuis la plaza Nueva, de style néoclassique, datant de 1867.
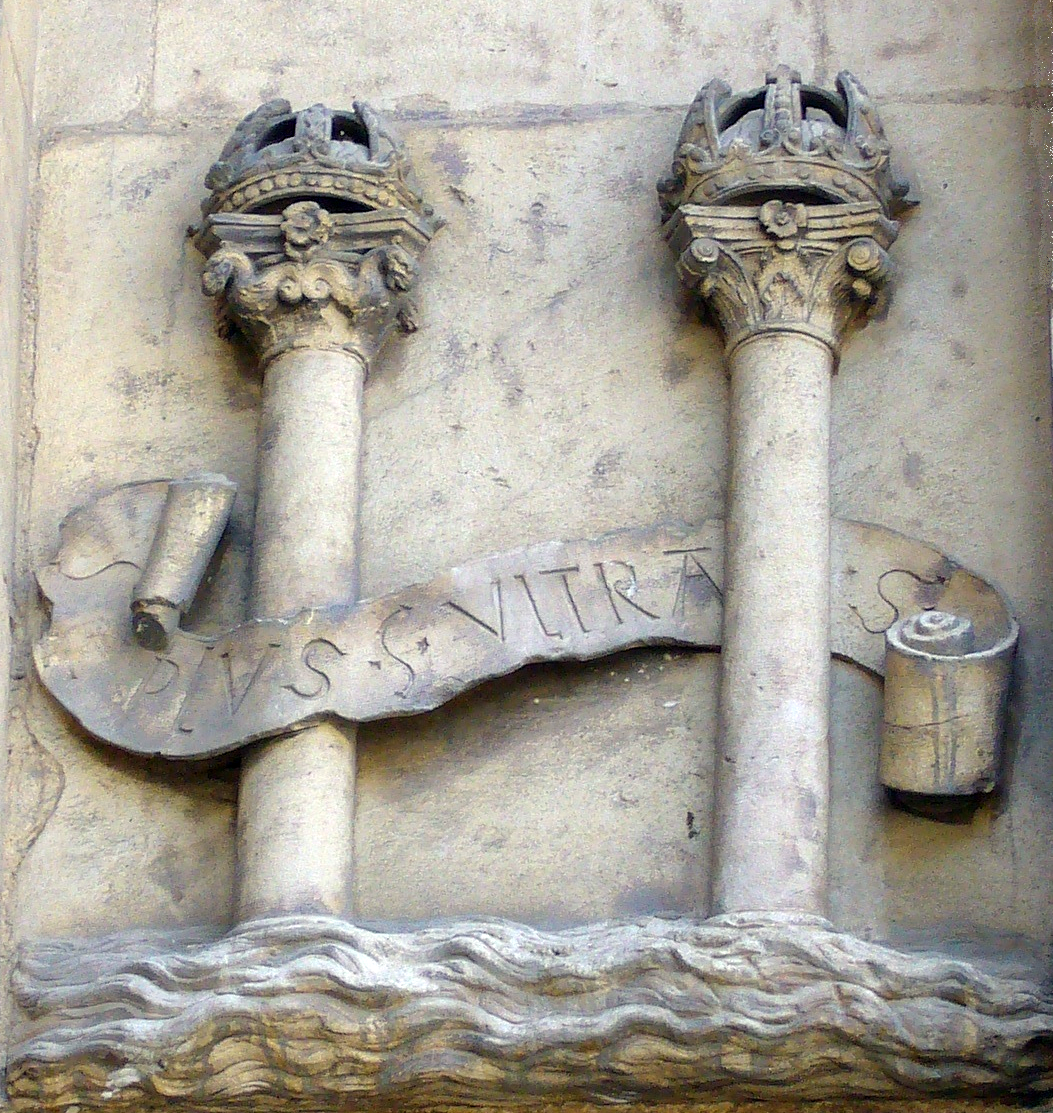
Emblèmes de Charles Quint sur l'hôtel de ville de Séville.
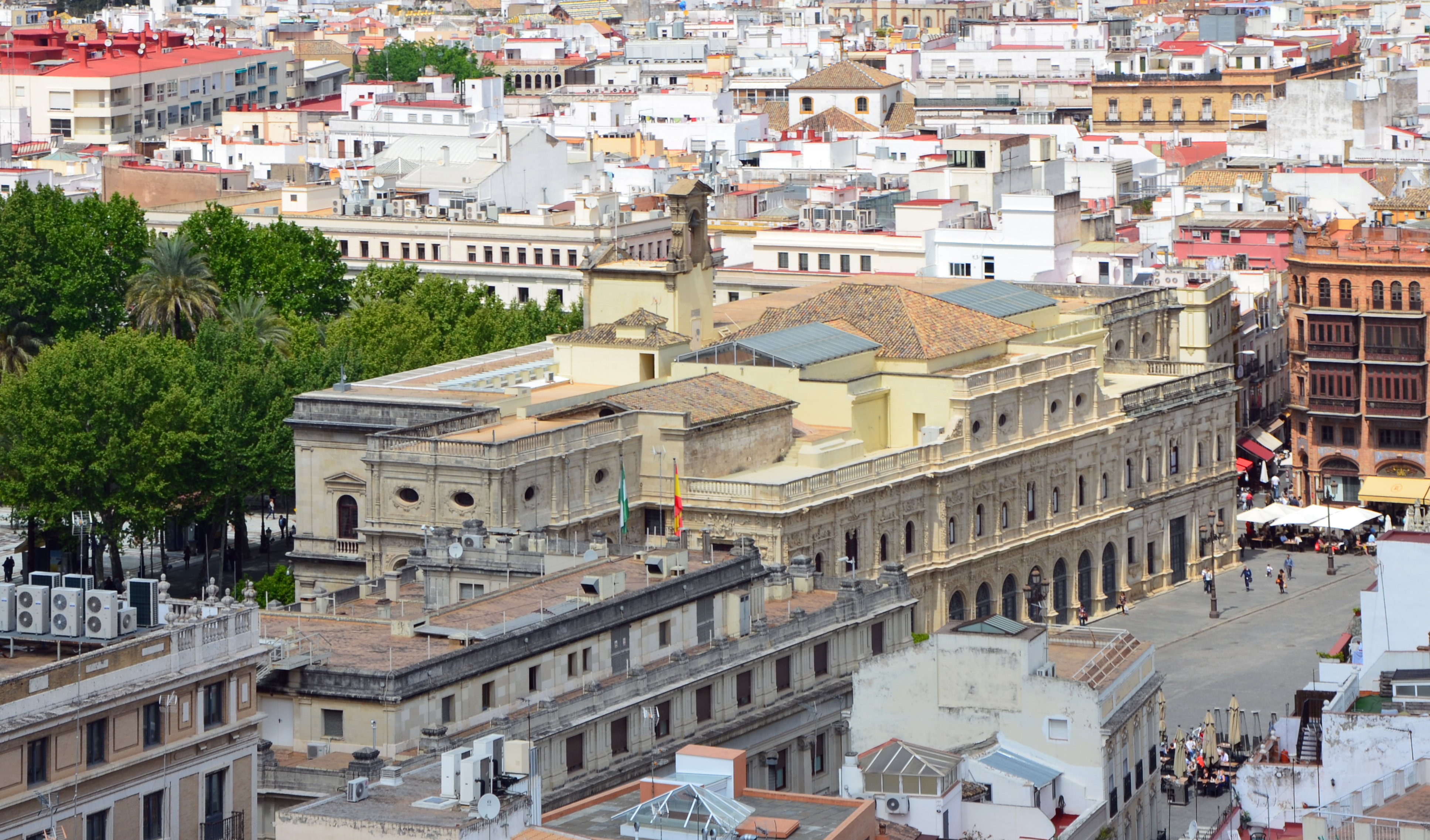
L'hôtel de ville vu du sommet de la Giralda.